# Zofia Dąbska

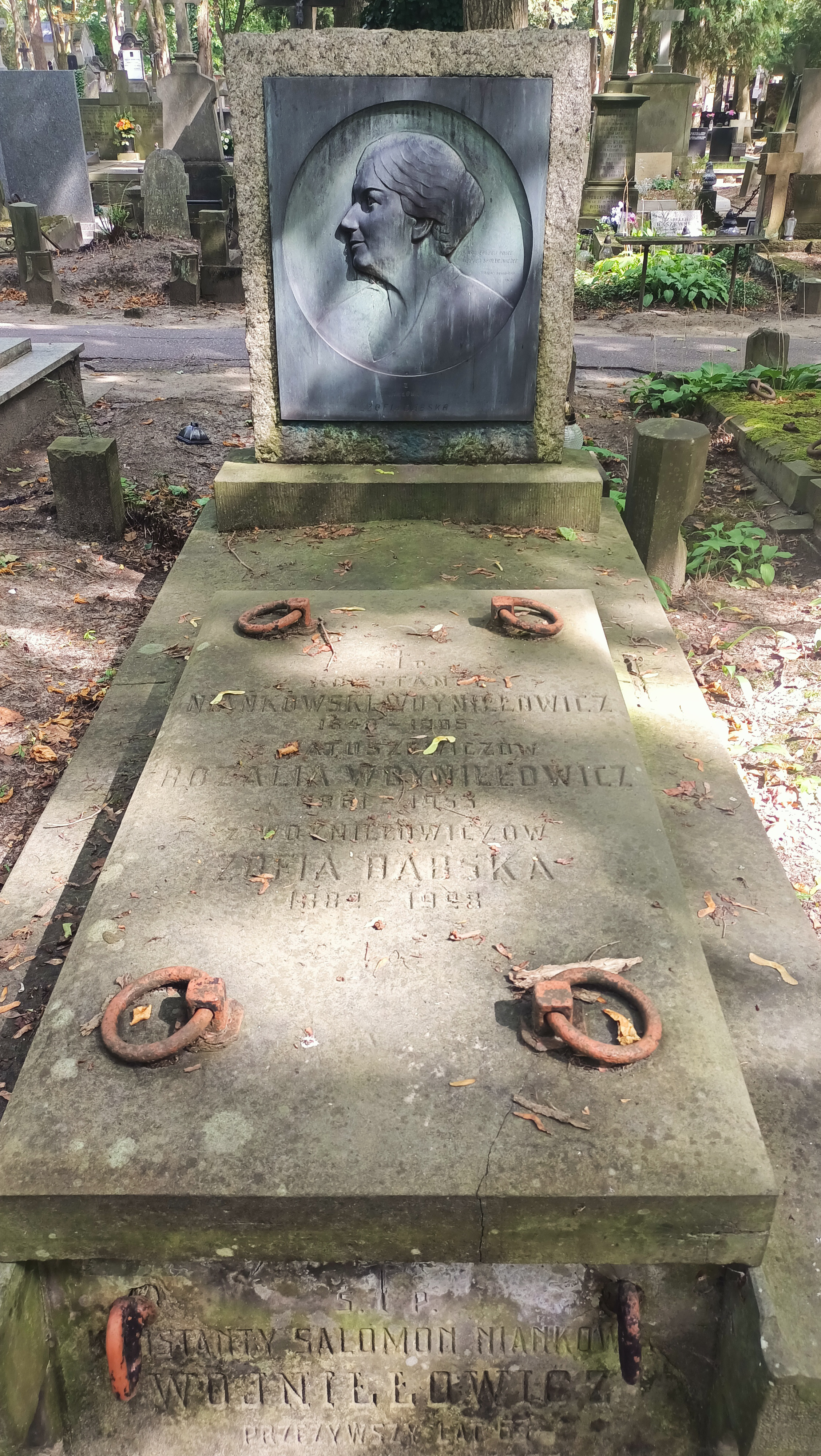
Grób Zofii Dąbskiej na Cmentarzu Powązkowskim w Warszawie

Zofia Dąbska (ur. 15 maja 1882 w Koziatynie, zm. 5 grudnia 1928) – polska działaczka ludowa. 
Ojcem Zofii był inżynier kolejnictwa Konstanty Woyniłłowicz, a matką Rozalia z Matuszewicz. Rodzina należała do szlachty, była zamożna. W 1892 rodzice zapisali ją na pensję w Warszawie, gdzie pobierała nauki przez sześć lat. W 1896 przyjechała do Kijowa i wstąpiła do gimnazjum żeńskiego im. A.T. Duczyńskiej, ucząc się tam do 1904, gdy uzyskała końcowy srebrny medal. W tymże roku podjęła studia na Sorbonie z zakresu literatury i sztuki, ucząc się do 1906. Po powrocie do Polski studiowała do 1911 literaturę polską na uniwersytecie we Lwowie, jednocześnie została w tym mieście nauczycielką francuskiego w liceum. W tym też czasie zaangażował się w działania na rzecz chłopstwa. Od 1911 do 1913 studiowała w Genewie ekonomię polityczną. W 1913 we Lwowie wyszła za mąż za Jana Dębskiego. Od uzyskania przez Polskę niepodległości mieszkali w Warszawie. Podobnie jak małżonek działała na rzecz Polskiego Stronnictwa Ludowego „Piast” oraz Stronnictwa Chłopskiego, redagując ich czasopisma. Ponadto w okresie międzywojennym zaangażowała się w działalność na rzecz Polonii będąc od 1918 do śmierci członkinią Zarządu Głównego Polskiego Towarzystwa Emigracyjnego, a także doprowadziła do powstania kilku polskich organizacji kobiecych, m.in. Klubu Politycznego Kobiet Postępowych i Komitetu Społecznego Przysposobienia Kobiet do Obrony Kraju. Pochowana na cmentarzu Stare Powązki w Warszawie. 
Napisała pamiętnik, opublikowany w 2021 przez Muzeum Historii Polskiego Ruchu Ludowego.
Miała z mężem dwójkę dzieci: syna Witolda (ur. w 1917 r.) i córkę Bożenę (ur. w 1921 r.).